# 熊复
熊复（1916年11月—1995年1月3日），笔名傅容、茹纯，男，四川邻水人，中华人民共和国政治人物，中华诗词学会顾问，长期从事中共思想宣传工作，原中共中央宣传部常务副部长兼新华社社长。

## 生平
熊复于1936年考入四川大学。同年参加中华民族解放先锋队，次年加入中国共产党。1938年前往延安抗日军政大学学习，并任抗大政治部宣传科编纂组长。1939年赴重庆《新华日报》工作，历任编辑，编辑组长，编辑部主任，总编辑兼新华社重庆分社社长。1947年《重庆日报》被封后，出任《晋绥日报》副总编辑、四川干部工作队教育长。1948年任中原局宣传部副部长，兼新华社中原总分社社长、《中原日报》社长等职。1949年前往武汉，历任华中局、中南局宣传部副部长兼《长江日报》社长，新华社中南总分社社长等职。1952年后调任中共中央宣传部副秘书长、秘书长，负责主编《宣传通讯》。1956年又调往中共中央对外联络部，先后任秘书长、副部长。1966年出任中共中央宣传部常务副部长、新华社社长。文化大革命期间受到迫害。1975年恢复工作，此后曾任中共中央毛泽东著作编辑委员会办公室副主任及国务院政治研究室负责人等职。1978年出任《红旗》杂志总编辑。1987年退休。1995年1月3日病逝于北京。
熊复还是中共八、十一、十二大代表，第五届全国人大代表，第六、七届全国人大常委，第四届全国政协委员，第五届全国政协常委。

## 著作
熊复1949年开始发表作品。著有专著《学习正确处理人民内部矛盾》、《团结国外一切可能团结的力量》、《论人性和人道主义》、《关于工人阶级的团结问题》、《序苑集》，文艺评论集《为坚持毛泽东文艺路线而斗争》、《同反革命集团斗争》，词集《灵梦集》、《锦瑟集》，编辑《毛泽东哲学思想浅释》、《世界政党辞典》等。